# Sainte-Foy-la-Grande
Sainte-Foy-la-Grande là một xã thuộc tỉnh Gironde trong vùng Aquitaine tây nam nước Pháp. Xã này nằm ở khu vực có độ cao t 7-20 mét trên mực nước biển.

## Người dân nổi tiếng
Đây là nơi sinh của:
- Paul Broca, nhà phẫu thuật
- Élisée Reclus, nhà địa lý